# Mahmud Raqi (huyện)
Mahmud Raqi là một huyện thuộc tỉnh Kapisa, Afghanistan. Dân số thời điểm năm 1999 là 58,376 người.